# Piano di Sorrento
Piano di Sorrento es un municipio italiano localizado en la ciudad metropolitana de Nápoles, región de Campania. Cuenta con 13.136 habitantes en 7,34 km². Se encuentra ubicado en la península Sorrentina.
El territorio municipal contiene las frazioni (subdivisiones) de Cassano, Colli San Pietro, Mortora, Trinità. Limita con los municipios de Meta, Sant'Agnello y Vico Equense.

## Galería

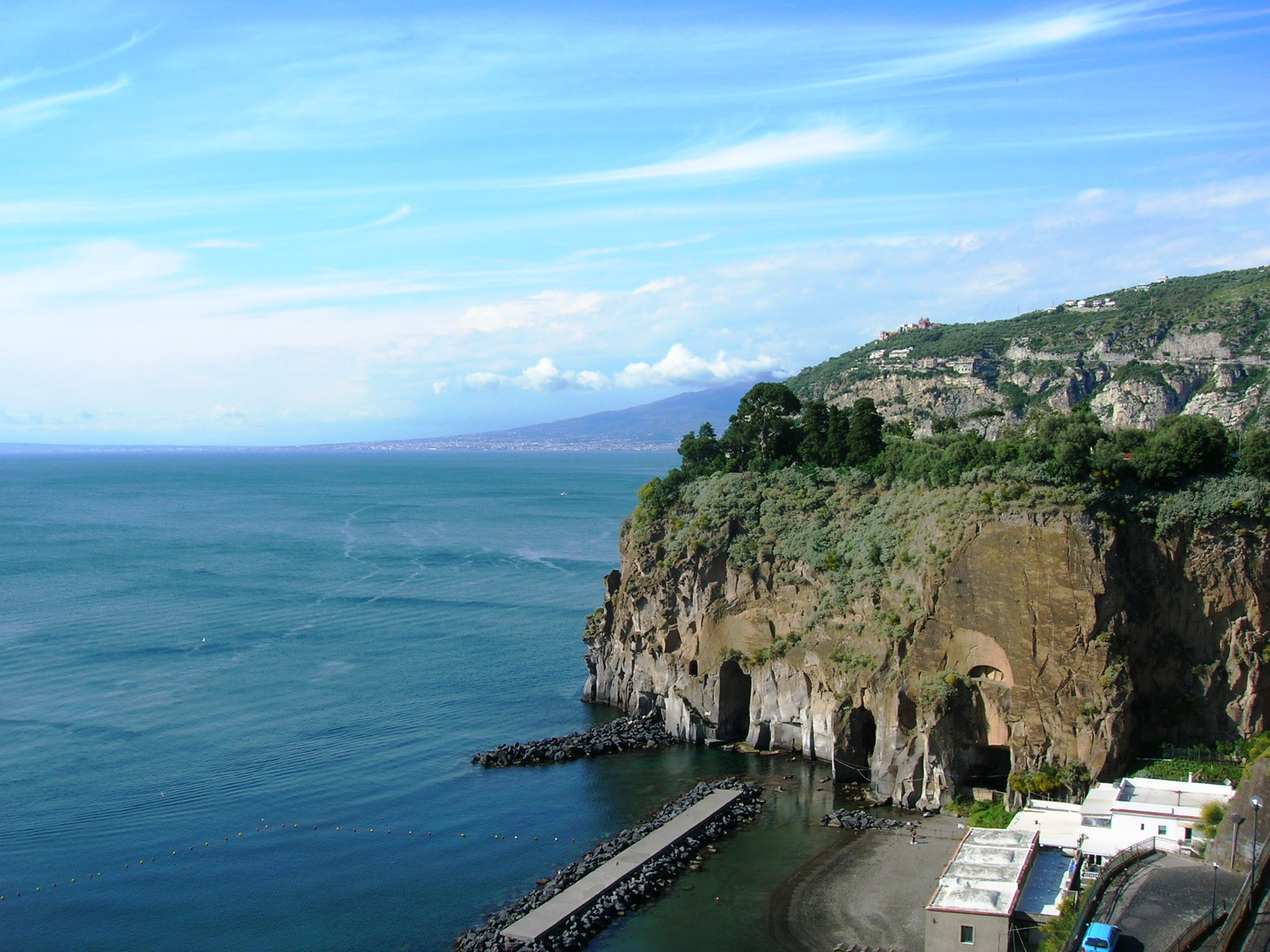
Marina di Cassano.
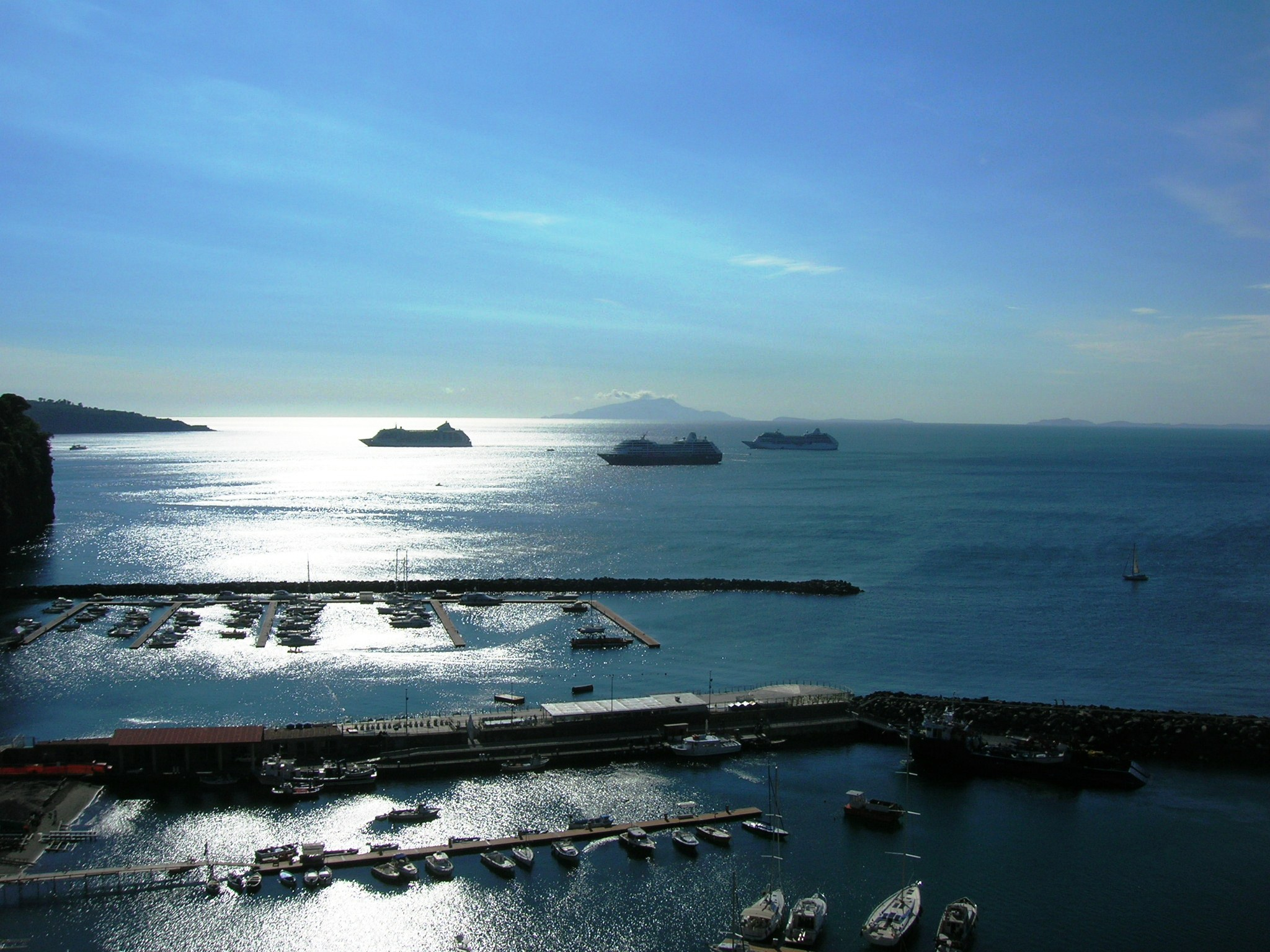
Vista hacia Capri.
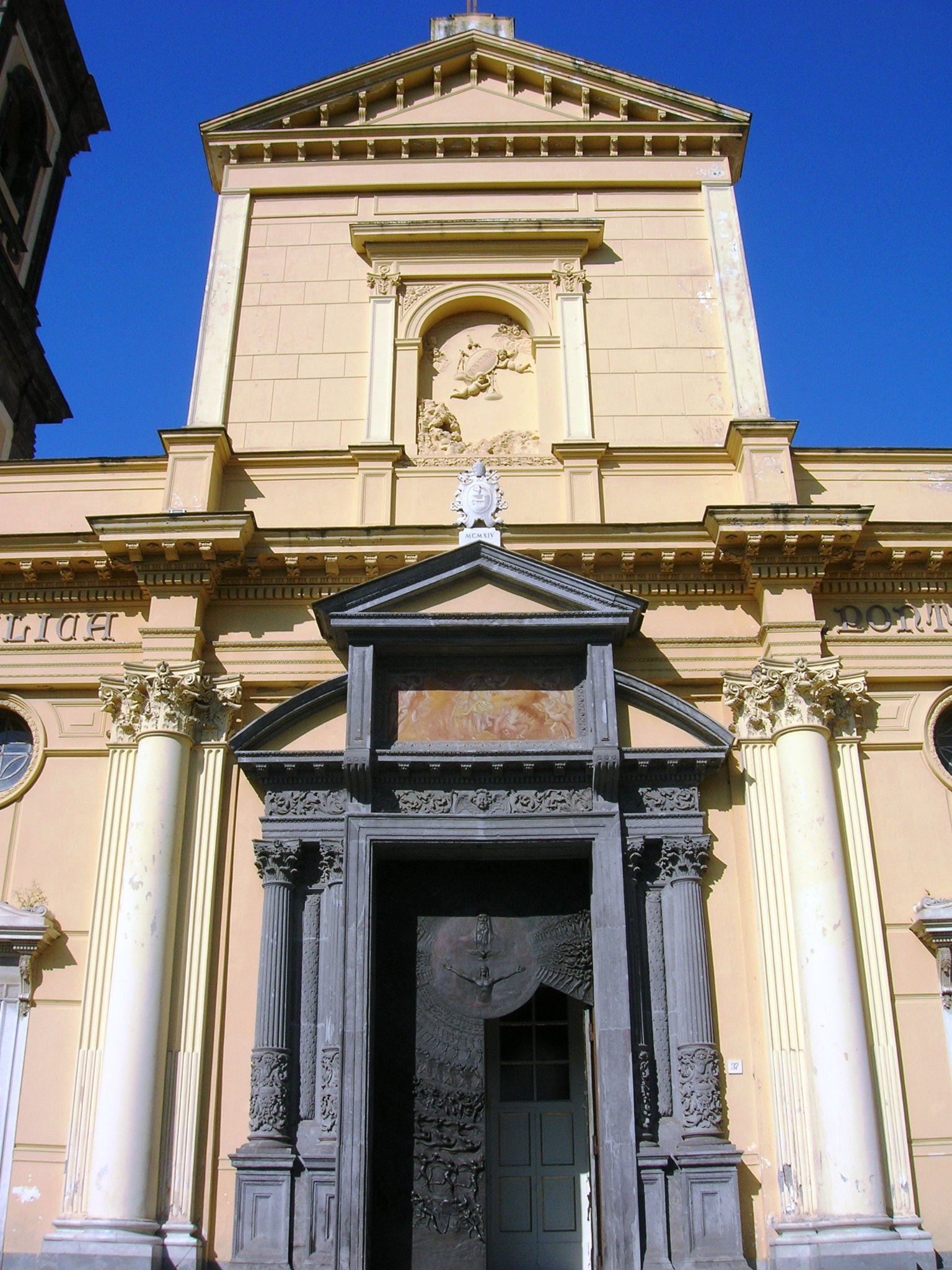
Fachada de la Basílica del Arcángel San Miguel.
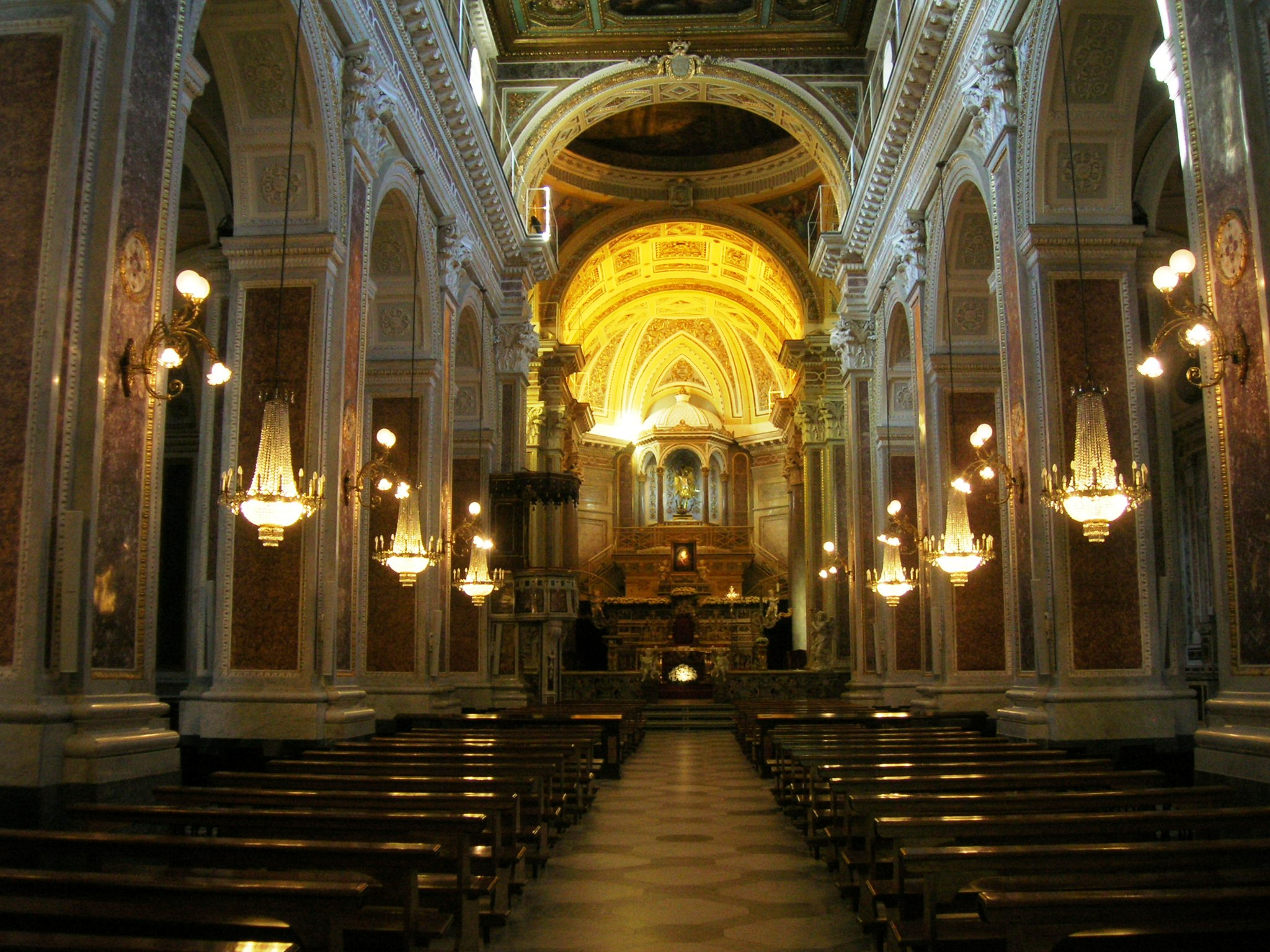
Interior de la Basílica.
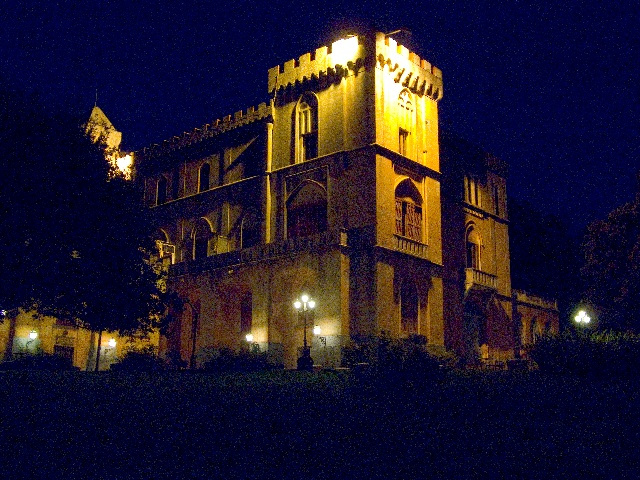
Castillo Colonna.
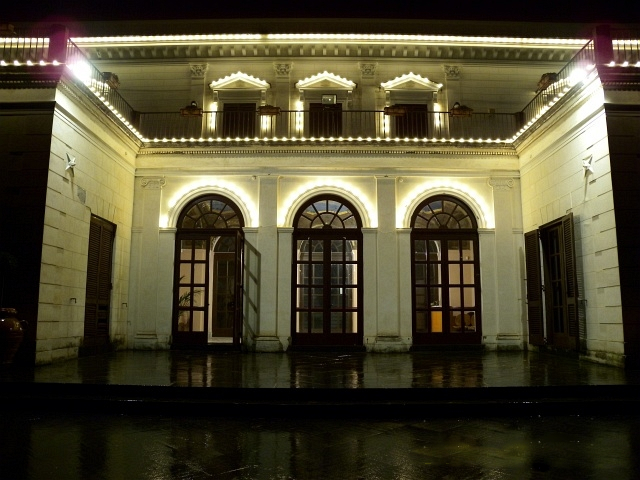
Villa Fondi De Sangro.
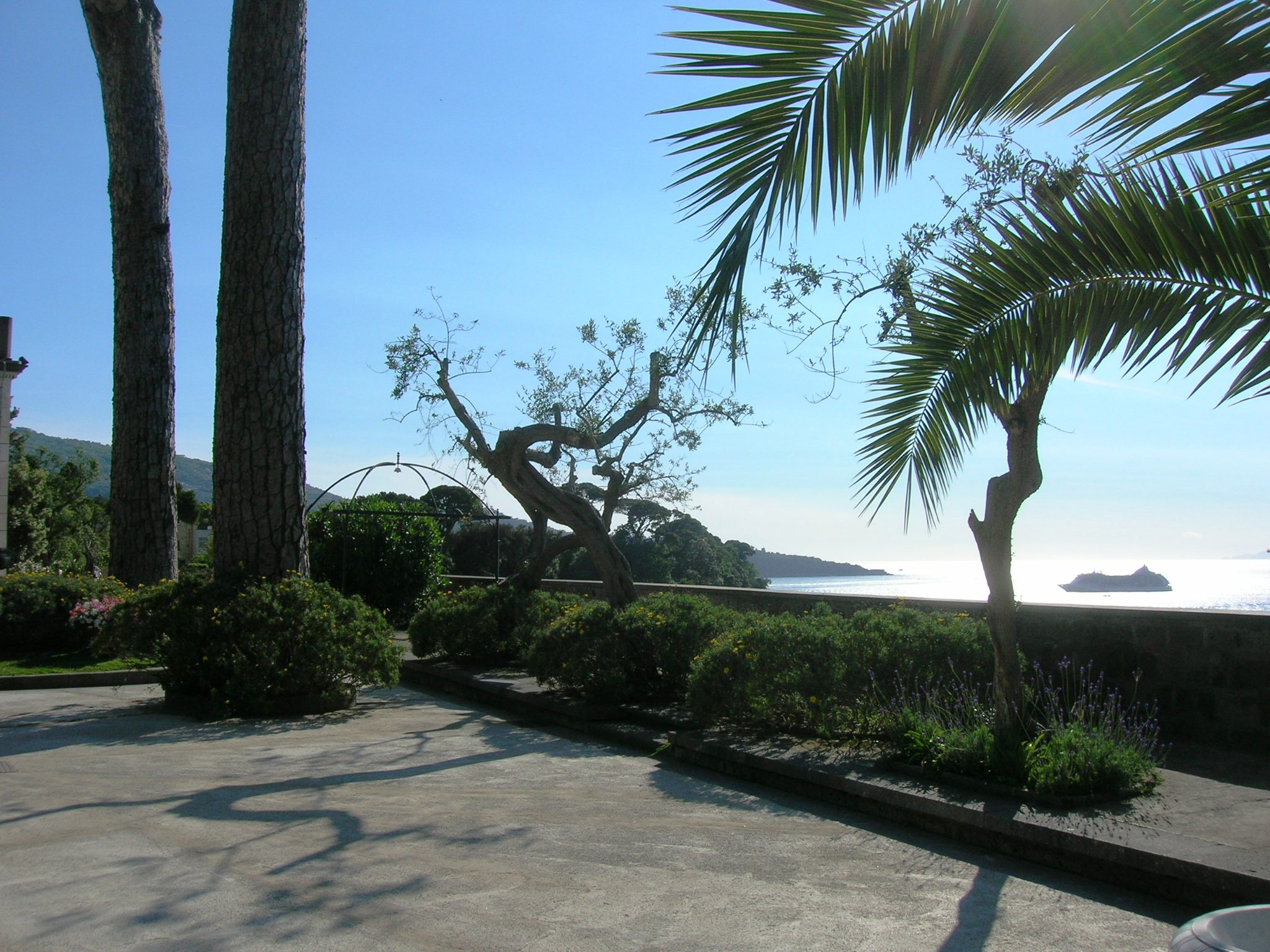
Terraza de Villa Fondi De Sangro.
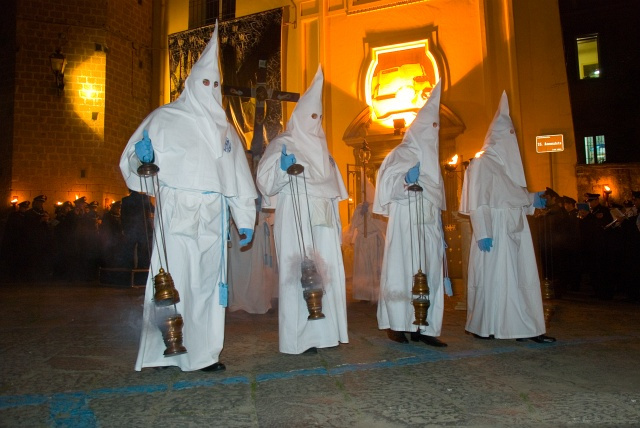
Procesión religiosa.

## Evolución demográfica
| Gráfica de evolución demográfica de Piano di Sorrento entre 1861 y 2011 |
|                                                                         |
| Fuente ISTAT - elaboración gráfica de Wikipedia                         |